# Vuelo de prueba 8 de la Starship
El vuelo de prueba 8 de la Starship fue el octavo vuelo de prueba del vehículo espacial Starship de SpaceX. La Ship 34 y el Booster 15 volaron en esta pruebay fue el segundo vuelo de una Block 2 ship. SpaceX intentó el lanzamiento el día 3 de marzo de 2025, pero a T-00:00:40 segundos, después de parar la cuenta atrás varias veces, anunciaron que aplazaban el vuelo, para el 6 de marzo de 2025.

## Historia

### Pruebas del vehículo previas al lanzamiento
El Booster 15 fue probado criogénicamente el 29 de diciembre de 2024. La Ship 34 fue trasladada al sitio de pruebas Massey's el 15 de enero de 2025, justo antes del vuelo 7, donde se llevaron a cabo pruebas criogénicas el 17 y 18 de enero.
El 8 de febrero de 2025, el Booster 15 fue trasladado a OLP-A para una prueba estática de fuego y la prueba sucedió el día después. El 10 de febrero, SpaceX se llevó la S34 del sitio de pruebas de Massey's para una prueba estática de fuego. Se realizó un fuego estático de larga duración (60 segundos) el 11 de febrero. B15 fue llevado a OLP-A el 25 de febrero.

### Impacto del vuelo de prueba 7
Durante el vuelo de prueba 7 de la Starship, el jueves 16 de enero de 2025, los datos iniciales indicaron que un fuego se desató a mitad del vuelo, desembocando en la destrucción del vehículo. SpaceX sospecha que el fuego fue causado por un problema con el sistema de propulsión, que provocó exceso de presión en la cavidad encima del cortafuegos del motor.
La FAA ordenó a SpaceX que llevara a cabo una investigación de la ruptura, dejando a la Starship en tierra hasta que la investigación se completara. Elon Musk describió el evento como "apenas un bulto en la carretera", indicando que los problemas se resolverían rápidamente. Musk sugirió que el lanzamiento posterior podría realizarse el próximo mes, dependiendo del proceso de pruebas.
El 24 de febrero de 2025, SpaceX anunció que la investigación del percance del vuelo 7 había terminado.

## Perfil de la misión
El perfil de la misión para el vuelo 8 fue similar al plan del lanzamiento anterior, situando el amerizaje en el océano índico y la captura del Booster. La Ship planeaba desplegar cuatro "simuladores" Starlink intencionalmente destructibles", cuya reentrada se también estaba prevista sobre el océano Índico.

### Horario de vuelo
| Tiempo         | Evento | 3 de marzo de 2025          | 6 de marzo de 2025 |
| -------------- | --- | --------------------------- | ------------------ |
| −01:15:00      | El el controlador de vuelo dirige una encuesta y verifica la carga del propulsor                           | Completado                  | Completado         |
| −00:45:59      | El oxidante de la Starship (oxígeno líquido)                                                               | Completado                  | Completado         |
| −00:42:59      | La carga del combustible (metano líquido) de la Starship comienza                                          | Completado                  | Completado         |
| −00:41:22      | La carga del combustible (metano líquido) del Super Heavy comienza                                         | Completado                  | Completado         |
| −00:35:35      | El oxidante del Super Heavy (oxígeno líquido)                                                              | Completado                  | Completado         |
| −00:19:40      | Enfriamiento de motores del Super Heavy y la Starship                                                      | Completado                  | Completado         |
| −00:03:20      | Carga del propulsor de la Starship completada                                                              | Completado                  | Completado         |
| −00:02:50      | Carga del propulsor del Super Heavy completada                                                             | Completado                  | Completado         |
| −00:00:30      | El controlador de vuelo afirma el vuelo                                                                    | Se anula el vuelo por fallo | Completado         |
| −00:00:10      | Deflector de llamas activado                                                                               | -                           | Completado         |
| −00:00:03      | Ignición del motor del Super Heavy                                                                         | -                           | Completado         |
| +00:00:02      | Lanzamiento                                                                                                | -                           | Completado         |
| +00:01:02      | Disminución de velocidad para el max q durante el ascenso (momento de máximo estrés mecánico en el cohete) | -                           | Completado         |
| +00:02:32      | Cierre de la mayoría de los motores del Super Heavy (MECO)                                                 | -                           | Completado         |
| +00:02:40      | Ignición del motor de la Starship y separación de etapas                                                   | -                           | Completado         |
| +00:02:45      | Comienzo de la quema para el retroceso del Super Heavy                                                     | -                           | Completado         |
| +00:03:30      | Apagado de la quema del retroceso del Super Heavy                                                          | -                           | Completado         |
| +00:03:32      | Desecho de la etapa caliente                                                                               | -                           | Completado         |
| +00:06:37      | Comienzo de la quema de aterrizaje del Super Heavy                                                         | -                           | Completado         |
| +00:06:57      | Finalizacón de la quema de aterrizaje del Super Heavy y atrapado                                           | -                           | Completado         |
| +00:08:44      | Cierre del motor de la Starship (SECO)                                                                     | -                           | Fallo              |
| +00:17:24      | Desplegue de los satélites simulador de Starlink                                                           | -                           | -                  |
| +00:37:28      | Demostración de la nueva iluminación del Raptor en el espacio                                              | -                           | -                  |
| +00:47:22      | Reentrada atmosférica de la Starship                                                                       | -                           | -                  |
| +01:03:05      | La Starship es transónica                                                                                  | -                           | -                  |
| +01:04:20      | La Starship es subsónica                                                                                   | -                           | -                  |
| +01:06:04      | Maniobra de aterrizaje de la Starship                                                                      | -                           | -                  |
| +01:06:06      | Quema de aterrizaje de la Starship                                                                         | -                           | -                  |
| +01:06:26      | Amerizaje de la Starship                                                                                   | -                           | -                  |
| Fuente: SpaceX | |                             |                    |